# Иоанн Златоуст (линейный корабль, 1825)
«Иоанн Златоуст» — парусный линейный корабль Черноморского флота Российской империи, находившийся в составе флота с 1825 по 1841 год. Принимал участие в русско-турецкой войне 1828—1829 годов, экспедиции Черноморского флота на Босфор в 1833 году и создании Кавказской укреплённой береговой линии, в том числе в морской блокаде Варны, бомбардировке Мидии, уничтожении неприятельских судов, высадках десантов, перевозке войск и армейского имущества. Также неоднократно участвовал в практических плаваниях флота в Чёрном море.

## Описание корабля
Парусный 74-пушечный линейный корабль, длина корабля по сведениям из различных источников составляла 53,6—53,7 метра, ширина 14,6 метра, а осадка — 5,8—5,9 метра. Несмотря на то, что корабль относился к 74-пушечным, на нём в разное время устанавливались от 74 до 83 орудий.

## История службы
Линейный корабль «Иоанн Златоуст» был заложен на стапеле Херсонской верфи 30 января (11 февраля) 1824 года и после спуска на воду 7 (19) сентября 1825 года вошел в состав Черноморского Флота России. Строительство вёл корабельный мастер 8 класса А. К. Каверзнев.
В 1826 году совершил переход из Херсона в Севастополь. В кампанию следующего 1827 года в составе эскадры кораблей Черноморского флота выходил в практическое плавание в Чёрное море.
Принимал участие в русско-турецкой войне 1828—1829 годов. В кампанию 1828 года вошёл в состав эскадры вице-адмирала А. С. Грейга, с которой 21 апреля (3 мая) покинул Севастополь и 2 (14) мая прибыл к Анапе. 6 (18) мая принимал участие в бомбардировке крепости и высадке десанта, а 15 (27) мая в составе эскадры вице-адмирала Ф. Ф. Мессера с ранеными и больными на борту ушёл в Севастополь, откуда направился к румелийскому берегу для прикрытия судов, доставлявших снабжение русским войскам. Используя в качестве базы Коварну в кампанию того же года корабль принимал участие в морской блокаде Варны. 22 июля (3 августа) в составе флота подошел к крепости Варны, где трижды занимал позицию для её бомбардировки. 7 (19) августа находился в составе эскадры, маневрировавшей под парусами и в течение трех часов интенсивно бомбардировавшей крепость на ходу. После капитуляции Варны и ухода флота был оставлен для окончательного уничтожения её укреплений. По завершении операции доставил оставшееся флотское имущество в Севастополь. С 6 (18) ноября 1828 года в составе отряда контр-адмирала М. Н. Кумани также принимал участие в крейсерском плавании между Варной и Босфором, по окончании которого вернулся в Коварну. Во время блокады Варны командир корабля получил Монаршее благоволение за то, что «заставил замолчать турецкие батареи и стрелков», а по итогам кампании был награждён орденом святой Анны II степени и двухлетним окладом жалования.
24 января (5 февраля) 1829 года в составе отряда вышел из Коварны, однако налетевший сильный ветер заставил большую часть кораблей отряда вернуться, но «Иоанну Златоусту» удалось уйти в Севастополь. 19 апреля (1 мая) в составе эскадры адмирала А. С. Грейга корабль пришел из Севастополя в Сизополь, после чего, базируясь в Сизополе, до октября 1829 года в составе эскадр и отрядов выходил в крейсерские плавания. В том числе с 3 (15) по 5 (17) мая во время крейсерского плавания у анатолийского берега в составе отряда капитана 1-го ранга И. С. Скаловского, принимал участие в уничтожении в Пендераклии турецкого корабля и 16-и малых судов. 13 (25) августа в составе отряда контр-адмирала И. И. Стожевского бомбардировал крепость Мидия и высадил десант, который однако ввиду превосходства противника в войсках пришлось снять с берега. 17 (29) августа в составе отряда повторно подошел к Мидии, где вновь обстрелял крепость и высадил десант, на этот раз взявший её. Во время боя корабль получил 18 пробоин, а также 35 повреждений рангоута. 13 (25) октября «Иоанн Златоуст» в составе эскадры вышел из Мессемврии и вместе с другими кораблями 17 (29) октября прибыл в Севастополь. Также в кампанию этого года совершал плавания между Сизополем и Севастополем, а его командир по итогам кампании был награждён орденом святой Анны II степени.
В 1830 году корабль находился в составе эскадры контр-адмирала М. Н. Кумани, которая перевозила сухопутные войска и военное имущество из портов Румелии и Болгарии в черноморские порты России. В кампанию 1832 года выходил в плавания в Чёрное море. 

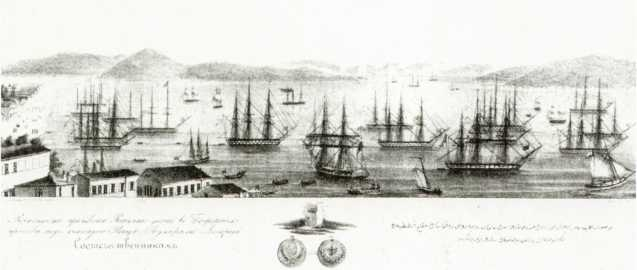
Эскадра Черноморского флота в Босфоре. Гравюра 1830-х годов

В кампанию 1833 года принимал участие в экспедиции Черноморского флота на Босфор. 24 марта (5 апреля) в составе отряда контр-адмирала И. И. Стожевского перешёл из Севастополя в Одессу и, погрузив там на борт войска, 6 (18) апреля вышел в море. 11 (23) апреля отряд пришёл в Буюк-Дере, где с кораблей был высажен десант. 28 июня (10 июля) корабль вновь взял на борт войска и с эскадрой вышел из Босфора, после чего, высадив войска в Феодосии, 22 июля (3 августа) вернулся в Севастополь. В кампании 1834 и 1835 годов находился в порту Севастополя. В кампанию 1835 года командир корабля был награждён орденом святого Георгия IV степени за выслугу лет. В 1836 и 1837 годах выходил в практические плавания в Чёрное море в составе эскадр кораблей Черноморского флота.
Принимал участие в создании Кавказской укреплённой береговой линии. В кампанию 1838 года 13 (25) апреля в составе эскадры контр-адмирала Ф. Г. Артюкова принимал участие в высадке десантов, основавших форт Александрия в устье реки Сочи, 12 (24) мая в составе эскадры вице-адмирала М. П. Лазарева — Вельяминовское укрепление в устье реки Туапсе, 10 (22) июля в составе эскадры контр-адмирала С. П. Хрущова — в высадке десантов, основавших Тенгинское укрепление в устье реки Шапсухо. В кампанию следующего 1839 года в составе эскадры С. П. Хрущова 7 (19) июля снова принимал участие в высадке десанта в устье реки Псезуапсе, солдаты которого основали Лазаревское укрепление.
В кампанию 1840 года находился в составе эскадры вице-адмирала М. П. Лазарева, на кораблях которой осуществлялась доставка войск и припасов в укрепленные пункты кавказского побережья. По окончании службы в 1841 году линейный корабль «Иоанн Златоуст» был переоборудован в блокшив.

## Командиры корабля
Командирами корабля «Иоанн Златоуст» в разное время служили:
- капитан 2-го ранга, а с 6 (18) декабря 1827 года капитан 1-го ранга Е. Д. Папаегоров (с 1827 года по октябрь 1828 года)[12];
- капитан 2-го ранга, а с 25 июня (7 июля) 1831 года капитан 1-го ранга Л. А. Мельников (с октября 1828 года по 1832 год)[13];
- капитан 2-го ранга Э. И. Вергопуло (1833 год)[14];
- капитан 2-го ранга, а с 18 (30) апреля 1837 года капитан 1-го ранга А. Н. Григорьев (1834—1841 годы)[15].